# Park Eun-ok
Park Eun-ok (* 30. September 1977) ist eine ehemalige südkoreanische Squashspielerin.

## Karriere
Park Eun-ok spielte von 2005 bis 2009 auf der WSA World Tour. Ihre beste Platzierung in der Weltrangliste erreichte sie mit Rang 56 im März 2008. Mit der südkoreanischen Nationalmannschaft nahm sie 2012 an der Weltmeisterschaft teil sowie an mehreren Asienmeisterschaften. Ihr bestes Resultat bei den Asienmeisterschaften war ein dritter Platz 2012. Im Einzel erreichte sie 2002 mit dem Achtelfinale ihr bestes Ergebnis. Bei Asienspielen gewann sie mit der Mannschaft 2006 und 2010 jeweils die Bronzemedaille. Park hatte von 1998 bis 2014 an insgesamt fünf Asienspielen teilgenommen.

## Erfolge
- Asienspiele: 2 × Bronze (Mannschaft 2010 und 2014)